# ویکتور لئاندرو باگی
ویکتور لئاندرو باگی (انگلیسی: Victor Leandro Bagy؛ زادهٔ ۲۱ ژانویهٔ ۱۹۸۳) یک بازیکن فوتبال اهل برزیل است.
وی همچنین در تیم ملی فوتبال برزیل بازی کرده‌است.